# Erich Fried Gesellschaft
Hauptanliegen der Internationalen Erich Fried Gesellschaft für Literatur und Sprache ist es, die deutschsprachige Literatur und im Besonderen die Werke Erich Frieds durch Veranstaltungen und Veröffentlichungen zu fördern.
Die Erich Fried Gesellschaft wurde am 22. November 1989, exakt ein Jahr nach Erich Frieds Tod, gegründet, und seit 1990 wird jährlich der Erich-Fried-Preis, ein vom Bundeskanzleramt der Republik Österreich, Sektion Kunst, gestifteter Literaturpreis, verliehen.

## Mitglieder der Erich Fried Gesellschaft
(Quelle:)

Präsident
- Robert Schindel

Ehrenmitglied
- Klaus Wagenbach

Präsidiumsmitglieder
- Ilse Aichinger
- Klaus Amann
- Marcel Beyer
- Elisabeth Borchers
- Paolo Chiarini
- Anne Duden
- Gustav Ernst
- Julia Franck
- Kurt Groenewold
- Sabine Groenewold
- Josef Haslinger
- Christoph Hein
- Walter Hinderer
- Karin Ivancsics
- Elfriede Jelinek
- Inge Jens
- Volker Kaukoreit
- Alfred Kolleritsch
- Heinz Lunzer
- Gila Lustiger
- Beatrice von Matt
- Friederike Mayröcker
- Robert Menasse
- Adolf Muschg
- Doron Rabinovici
- Robert Schindel
- Susanne Schüssler
- Rolf Schwendter
- Ursula Seeber
- Christina Weiss
- Herbert J. Wimmer
- Christa Wolf

Verstorbene Mitglieder
- Lothar Baier
- Alexander von Bormann
- Cesare Cases
- Elfriede Gerstl
- Stephan Hermlin
- Wolfgang Hildesheimer
- Walter Höllerer
- Ernst Jandl
- Walter Jens
- Thomas Kling
- György Konrád
- Hans Mayer
- Stéphane Mosès
- Heiner Müller
- Andreas Okopenko
- George Tabori
- Walter Weiss